# Vamos Amigos
Vamos Amigos är en låt skriven av Palle Hammarlund, Jimmy Jansson, Jakke Erixson och Leo Mendez, framförd av Méndez feat. Alvaro Estrella.
Låten tävlade med startnummer fyra i den andra deltävlingen av Melodifestivalen 2020 i Göteborg, från vilken den kvalificerade sig till andra chansen. I andra chansen tog den sig till final.

## Listplaceringar
| Lisata (2020)               | Topplacering |
| --------------------------- | ------------ |
| Sverige (Sverigetopplistan) | 61           |